# Cairanne
Cairanne ist eine französische Gemeinde mit 1121 Einwohnern (Stand 1. Januar 2022) im Département Vaucluse in der Region Provence-Alpes-Côte d’Azur. Sie gehört zum Arrondissement Carpentras und zum Kanton Vaison-la-Romaine. Die Bewohner nennen sich Cairannais oder Cairannaises.
Die angrenzenden Gemeinden sind Saint-Roman-de-Malegarde im Norden, Rasteau im Osten, Violès und Travaillan im Süden sowie Sainte-Cécile-les-Vignes im Westen.

## Bevölkerungsentwicklung
| 1962 | 1968 | 1975 | 1982 | 1990 | 1999 | 2006 | 2014 |
| ---- | ---- | ---- | ---- | ---- | ---- | ---- | ---- |
| 889  | 871  | 809  | 840  | 863  | 850  | 871  | 1046 |

## Wirtschaft

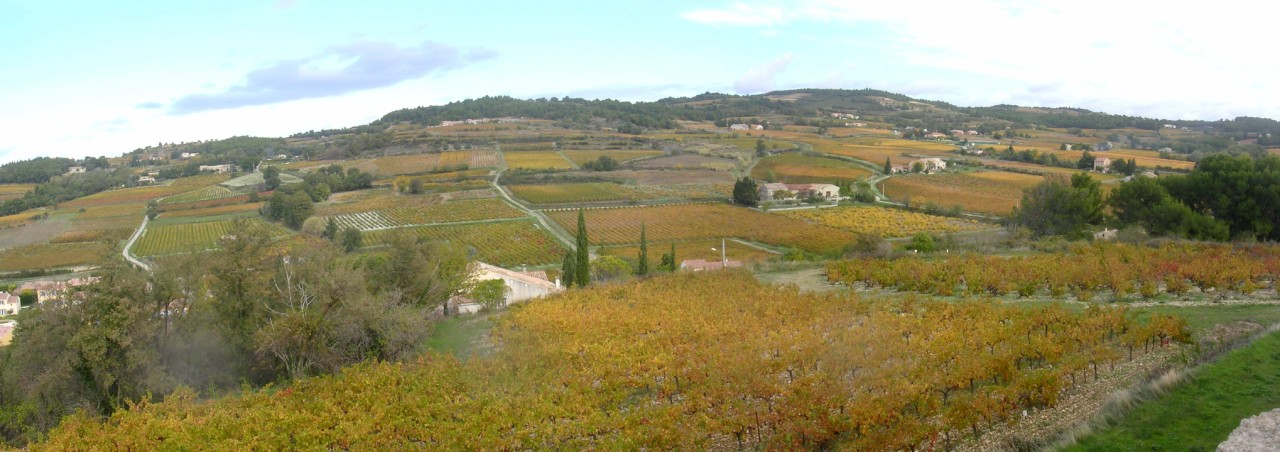
Weinreben bei Cairanne

Cairanne hat einen Anteil am Weinbaugebiet Côtes du Rhône Villages.

## Gemeindepartnerschaften
Žďár nad Sázavou in Tschechien